# Marchande de poissons
Marchande de poissons est un tableau réalisé par le peintre franco-russe Léopold Survage en 1927. Cette huile sur toile représente deux femmes tenant des poissons, celle qui apparaît au deuxième plan, debout, portant aussi un panier. Une scène de marché inspirée par Collioure, dans les Pyrénées-Orientales, l'œuvre fait partie des collections du musée national d'Art moderne, à Paris, depuis un don de Madame Gilles de la Tourette en 1962. Elle se trouve en dépôt au musée d'Art moderne de Céret à compter de 1995.